# ایچیرو اوکوچی
ایچیرو اوکوچی (انگلیسی: Ichirō Ōkouchi; ۲۸ مارس ۱۹۶۸ – ) فیلم‌نامه‌نویس، رمان‌نویس اهل ژاپن بود.